# Sv. Kateřina z Františkových Lázní
Sv. Kateřina z Františkových Lázní (první čtvrtina 15. stol.) je socha světice, která byla patrně součástí oltářní skříně s Madonou a sv. Barborou. Typově představuje pokročilou fázi krásného slohu na západě Čech. Jako zápůjčka Městského muzea Františkovy Lázně (inv. č. S 88) je vystavena v expozici chebské gotiky Galerie výtvarného umění v Chebu.

## Popis a zařazení
Menší socha z lipového dřeva, zpracovaná v nízkém reliéfu 60 × 28 × 12 cm, vzadu vyhloubená, bez polychromie. Chybí atribut v levé ruce a spodní část atributu (meče) v pravé ruce. Poškozena červotočem a hnilobou (koruna, lem šatu a části soklu). Restauroval J. Tesař (1970).
Podle rukověti meče v pravé ruce jde o sv. Kateřinu Alexandrijskou. V chybějící levé ruce patrně držela malé kolo. Hlava s dlouhými vlasy a korunkou je zpracována plně plasticky. Podle typu tváře, subtilního těla a bohatého řasení drapérie, charakteristického pro krásný sloh, je možné sochu datovat do první čtvrtiny 15. století.
Jde o vyobrazení sv. Kateřiny, které transformuje v jednodušší podobě kompoziční typ Plzeňské madony. Socha mohla vzniknout v dílně mistra, který byl autorem Madony z Pomezí. Podobná produkce sloužila uspokojení skromnější místní poptávky a reprodukovala schematicky vzory z vrcholné fáze krásného slohu. Řezbář se soustředil převážně na drapériové motivy, aplikované na ploché jádro sochy.

### Příbuzná díla
- Madona z Pomezí
- Svatá Kateřina z Boletic